# Tlalpujahua de Rayón
Tlalpujahua de Rayón (röviden Tlalpujahua) kisvárosias jellegű település Mexikó Michoacán államának északkeleti részén. Nevezetességét régi műemlékei adják és az, hogy itt született a mexikói függetlenségi háború egyik meghatározó személyisége, Ignacio López Rayón. A település megkapta a Pueblo Mágico turisztikai elismerést is. 2010-ben 3530-an lakták.

## Fekvése
A település Mexikó középső részén, Michoacán északkeleti részén, México szövetségi állam határához közel fekszik, a Vulkáni-kereszthegység hegyei között, a tenger szintje felett mintegy 2600 méteres magasságban. Fő vízfolyása a délről északra folyó Dos Estrellas nevű patak.

## Népesség
A település lakóinak száma a közelmúltban sokáig növekedett, de az utóbbi években csökkent. Ezeket a változásokat szemlélteti az alábbi táblázat:
| Év   | Lakosság |
| ---- | -------- |
| 1990 | 2842     |
| 1995 | 2968     |
| 2000 | 3332     |
| 2005 | 3704     |
| 2010 | 3530     |

## Története
A település neve a navatl nyelvből származik: a tlalli („föld”) és poxohuac („szivacsos”) szavakból keletkezett. A spanyolok megérkezése előtt fekvése miatt (az aztékok és a taraszkók területeinek határvidékén található) állandó összetűzések színtere volt.
A taraszkók birodalmának 1522 körüli spanyol meghódítása után V. Károly spanyol király bányakerületek létrehozását rendelte el, így Tlalpujahua a taimeói kerület részévé vált. 1551-ben két templom állt a faluban: a La Cofradía a spanyoloké, a Santiago Puxtla az indiánoké volt. 1558-ban, amikor a spanyolok újra felfedezték azokat a bányákat, melyeket korábban az őslakók használtak, a falu felvette a Real de Minas de Tlalpujahua nevet. A bányászat az 1730-as évekre érte el csúcspontját, 1735-ben jött létre a bányászati képviselet is.
1773-ban itt született az az Ignacio López Rayón, aki 1811. augusztus 19-én életre hívta a függetlenségi harcosok egyik első irányító testületét, a zitácuarói juntát. Amikor a junta vezetői 1812-ben négy felé váltak, Rayón hazatért szülőfalujába, ahol folytatta a sajtótermékek kiadását, fegyvereket gyártatott és embereket toborzott. Év végén ide érkezett és kezdte meg tevékenységét néhány kiváló fegyvergyártó is, akiket Leona Vicario győzött meg arról, hogy álljanak a függetlenségi harcosok oldalára. Amikor 1813-ban Leona Vicariót a spanyolok elfogták, majd megszökött, ő is Tlalpujahuába jött, ahol 1814-ben összeházasodott Andrés Quintana Roóval. Ugyanennek az évnek a decemberében ellenségei agyonlőtték a függetlenség oldalára állt Juan Antonio Romero káplánt.
A bányásztelepülés csak a függetlenség kivívása után, 1822-ben kapott önkormányzatot, a község pedig csak 1831-ben jött létre. Ekkor azonban a Departamento de Oriente nevű terület (partido) központjává vált, majd 1859-ben Rayón tiszteletére átnevezték Mineral de Rayónra. A függetlenségi háború miatt leállított bányászatot 1825-ben angolok próbálták meg újraindítani, de 3 év múlva csődbe jutottak.
A reformháború idején 1862-ben először konzervatív csapatok szállták meg a várost, később pedig Rafael Cuéllar szabadelvűi. A 19. század végén új bányát nyitottak, a Dos Estrellast („Két Csillag”), mely ismét elindította a térség gazdasági fejlődését. Ezt a bányát 1909-ben maga Porfirio Díaz elnök is meglátogatta. 1920-ban rövid ideig itt lelt menedékre a korábbi forradalmár, Francisco J. Múgica is.
Jelentősen visszavetette a fejlődést az 1937-es áradás, melynek során megsemmisült a Dos Estrellas bánya, a kiáradó iszap pedig maga alá temette a Nuestra Señora del Carmen-kápolnát is.

## Turizmus, látnivalók

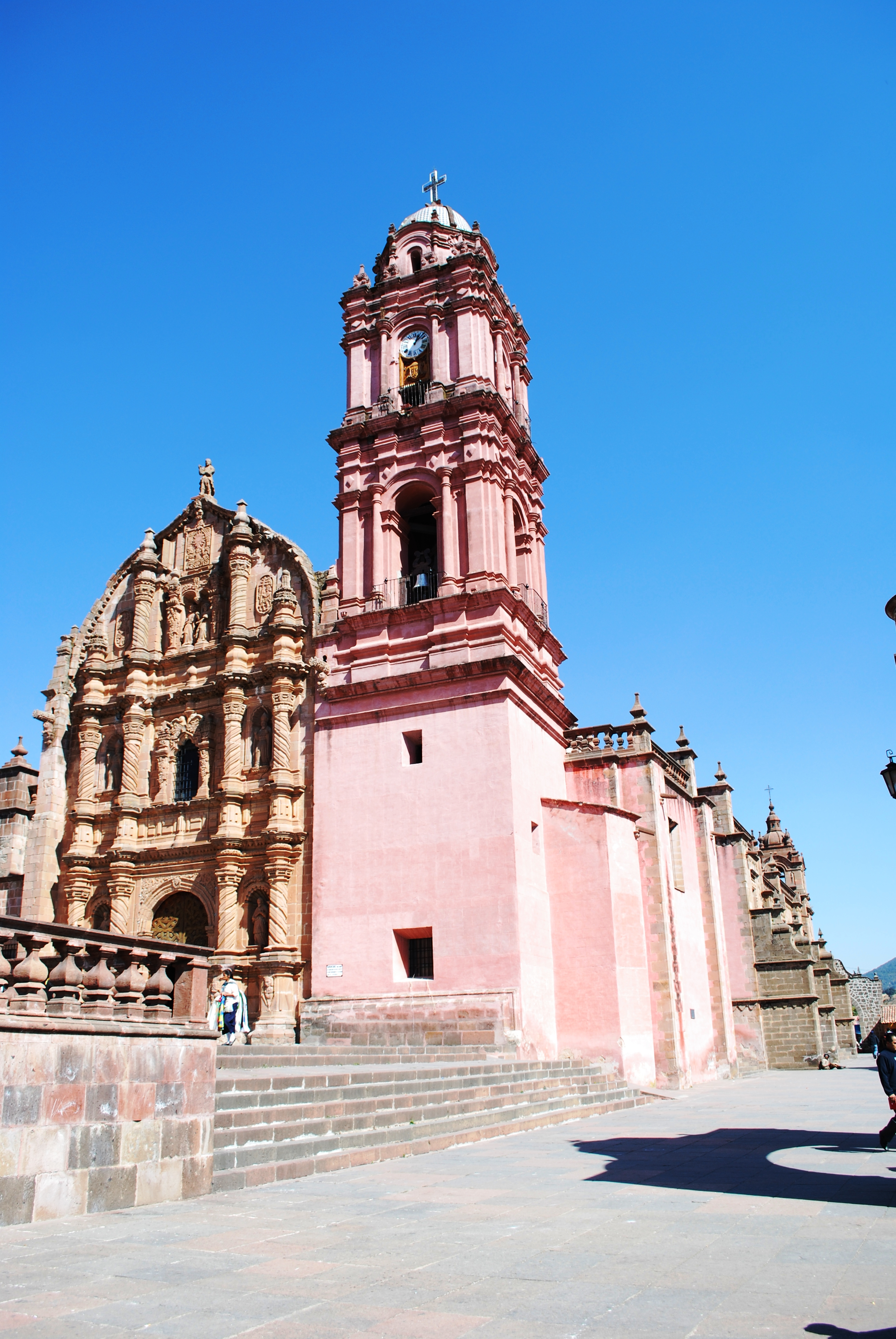
A Szent Péter és Pál-templom

A falu, mint Pueblo Mágico, kiemelt szerepet játszik Mexikó turizmusában. Régi műemlékei közül legjelentősebbek a 16. századi Santuario de la Virgen del Carmen (egykori kolostor), a 17. századi Szent Péter és Pál-templom és az ugyancsak 17. századi Szent Mihály-kápolna, valamint a Szent Péter-, a San Juan Joaquín- és a Santa María de los Ángeles-kápolnák.
A településen két múzeum található: egy ásványtannal és történelemmel foglalkozó, valamint egy, amit a Rayón-testvérek szülőházában alakítottak ki. Az ő emlékükre minden november 13-án ünnepséget tartanak.
Tlalpujahua nevezetes még fazekasságáról és arról is, hogy helyi kézművesek karácsonyfadíszeket készítenek.